# Estadio de la Ciudad de Nairobi
El Estadio de la Ciudad de Nairobi (en inglés: Nairobi City Stadium) es un estadio de usos múltiples en Nairobi, la capital del país africano de Kenia. Se encuentra al este del centro de la ciudad. El estadio es propiedad del Ayuntamiento de Nairobi. El estadio fue originalmente conocido como Estadio Africano, luego renombrado a Estadio de Donholm Road. Su nombre se cambió a Estadio de Jogoo Road después de que Kenia se independizó del Reino Unido en 1963 y finalmente tomó el nombre de Estadio de la Ciudad de Nairobi.